# Julgamento de Belsen

Réus nazistas no tribunal de Lüneburg. Ao centro, Irma Grese (9), a "Cadela de Belsen". (Frankfurt am Main, 1945)

Julgamento de Belsen foi um dos vários julgamentos feitos pelas forças aliadas de ocupação da Alemanha no pós-guerra da II Guerra Mundial, dos ex-militares e funcionários nazistas acusados de crimes de guerra, crimes contra a Humanidade e outras atrocidades. O julgamento levou à condenação de vários de seus indiciados, onze deles à morte.
Oficialmente chamado de "Julgamento de Josef Kramer e outros 44", ele teve início na corte de Lüneburg em 17 de setembro de 1945 contra 45 homens e mulheres da SS e de kapos (prisioneiros à serviço dos nazistas) dos campos de concentração de Bergen-Belsen e Auschwitz. Ele foi realizado sob a autoridade de uma corte militar britânica e durou até 17 de novembro de 1945.
Os acusados enfrentaram acusações de crimes contra a Humanidade, crimes de guerra, tortura e genocídio contra os aprisionados nestes dois campos. Todos, a exceção de um deles, foram acusados de terem cometidos estes crimes em Bergen-Belsen. Quatorze deles também foram acusados pelos mesmos crimes em Auschwitz.
Todos se declararam inocentes das acusações, sob a alegação de cumprimento de ordens superiores, no julgamento acompanhado por mais de cem jornalistas da Alemanha e do resto do mundo. Mais nove integrantes da guarda de Bergen-Belsen foram julgados por outros tribunais militares em 1946 e 1948.

## Acusados

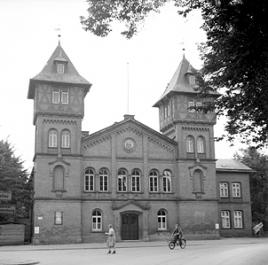
Local do julgamento, em Lüneburg, Alemanha.

- Georg Kraft, Josef Klippel, Oscar Schmitz, Fritz Mathes, Karl Egersdorf, Walter Otto, Eric Barsch, Ignatz Schlomovicz, Ida Forster, Klara Opitz, Charlotte Klein, Hildegard Hahnel, Antoni Polanski e a kapo Ilse Löthe, foram absolvidos.[4] Um dos acusados, Ladislaw Gura, foi retirado do julgamento por motivo de doença.[5]

Entre os condenados, foram distribuídas as seguintes sentenças:
- Josef Kramer, Fritz Klein, Franz Hössler, Juana Bormann, Irma Grese, Elisabeth Volkenrath, Franz Stofel, Peter Weingartner, Karl Francioh, Anchor Pichen e Wilhelm Dorr foram condenados à morte por enforcamento.[6]
- Erich Zoddel foi condenado à prisão perpétua.[6]↑i
- Herta Ehlert, Otto Calesson, Heinrich Schreirer, Vladislaw Ostrovski e a kapo Helena Kopper foram condenados a 15 anos de prisão.[6]
- A kapo Hildegard Lobauer e os guardas Herta Bothe, Ilse Forster, Irene Haschke, Gertrud Sauer, Johanne Roth, Anna Hempel, Stanislawa Starotska e Antoni Aurdzieg foram condenados a dez anos.[6]
- Gertrude Fiest e Medislaw Burgraf foram sentenciados a cinco anos, Frieda Walter a três anos e Hilde Lisiewitz a um ano.[6]

Todas as execuções aconteceram na prisão de Hamelin na noite de 13 de dezembro de 1945.

## Segundo julgamento
Um segundo julgamento de Belsen aconteceu entre 13–18 de junho de 1946, na mesma corte de Lüneburg e sob a mesma autoridade britânica, que levou ao banco dos réus mais quatro ex-oficiais e soldados SS do campo, além de um kapo polonês. Dos cinco julgados, quatro foram condenados à morte - os SS Walter Quakernack, Heinz - Züder Heidemann e Heinrich Redehase e o kapo Cegielski - e um a 15 anos de prisão - Karl Schmitt.
Kapos eram prisioneiros-funcionários dos campos, selecionados pela SS para supervisionar seus companheiros prisioneiros. Selecionados em principio por sua personalidade e vontade de ser brutal, eram escolhidos entre os prisioneiros criminosos comuns, depois entre os prisioneiros políticos e por fim entre prisioneiros de outras classificações.
O kapo em questão era o polonês Kazimierz Cegielski, ex-prisioneiro de Bergen-Belsen, que lá havia chegado, segundo seu testemunho, em março de 1944, acusado de crueldade e assassinato. Cegielski era acusado de espancar - e algumas vezes matar - prisioneiros fracos e doentes, com um grande bastão de madeira. Durante sua permanência em Bergen-Belsen, ele teve um relacionamento com uma prisioneira judia neerlandesa, Henny DeHaas. Ele foi preso em Amsterdam, procurando por Henny, com quem queria casar-se.
Foi condenado em 18 de junho de 1946 e sentenciado à morte por enforcamento, sentença cumprida às 09:20 da manhã de 11 de outubro de 1946. No dia anterior à sua execução, ele disse que seu verdadeiro nome era  Kasimir-Alexander Rydzewski.